# اشچینسکو، زدروج
اشچینسکو، زدروج (به لاتین: Trzcińsko-Zdrój) یک شهر در لهستان است که در Gmina Trzcińsko-Zdrój واقع شده‌است.

## خصوصیات
اشچینسکو ۲٫۳ کیلومترمربع مساحت و ۲٬۴۹۶ نفر جمعیت دارد.